# Dylan Ryder
Dylan Ryder(née le 23 février 1981 à Fresno en Californie) est une actrice américaine de films pornographiques.

## Biographie
Elle est née à Fresno en Californie, elle est d'origine Italienne et Allemande. Elle a deux sœurs jumelles, Jocelyn et Jillian, deux pratiquantes de combat à la Ultimate Fighting Championship.

## Filmographie sélective
- 2014 : Women Seeking Women 102
- 2013 : Agency 2
- 2012 : Amazon Universe Long Legged Girls
- 2011 : Lesbian Spotlight: Jessica Jaymes
- 2010 : Soaking Wet Mess
- 2009 : Tits and Tugs 9
- 2008 : MILFs Lovin'MILFs 2
- 2007 : It's All About The Pink
- 2006 : Sex Kittens 28
- 2005 : More Dirty Debutantes 338
- 2004 : More Dirty Debutantes 297

### Distinctions
Récompenses
Nominations
- 2010 : FAME Award : Most Underrated Star
- 2011 : AVN Award : Best Group Sex Scene – Bonny & Clide avec Julia Ann, Natasha Marley, Bobbi Starr, Paul Chaplin, Tommy Gunn, Will Powers et Billy Glide
- 2011 : AVN Award : Unsung Starlet of the Year
- 2011 : XBIZ Award : MILF Site of the Year – DylanRyder.com
- 2011 : XRCO Award : Unsung Siren
- 2012 : XBIZ Award : Acting Performance of the Year (Female) – Katwoman XXX
- 2012 : XBIZ Award : Porn Star Site of the Year – DylanRyder.com